# اتل متل یه قصه
اتل متل یه قصه یک مجموعه تلویزیونی محصول سال ۱۳۹۰ به کارگردانی تلویزیونی احمد قربانی، کارگردانی هنری مجید قناد، نویسندگی اکرم بهرامیان، حبیب نریمانی، محمد امید و تهیه‌کنندگی مجید قناد می‌باشد که از برنامه کودک و نوجوان شبکه جهانی جام جم پخش شد.

## بازیگران
- سعید صادقی
- محمد اسماعیلی
- مریم وطن‌پور
- مهدی ثانی‌خوانی
- هادی ولیلو